# Arrivals & Departures
Arrivals & Departures  är ett album av Silverstein som kom ut 2007. Albumet är bandets tredje.

## Låtlista
1. Sound of the Sun
2. Bodies and Words
3. If You Could See Into My Soul
4. Worlds Apart
5. My Disaster
6. Still Dreaming
7. The Sand Will Turn To Glass
8. Here Today, Gone Tomorrow
9. Vanity and Greed
10. Love With Caution
11. True Romance
12. Rain Will Fall
13. Falling Down